# Entertainer (serie de televisión)
Entertainer (en hangul, 딴따라; romanización revisada, Ttanttara) conocida en español como El artista, es una serie de televisión surcoreana de comedia musical transmitida por SBS desde el 20 de abril hasta el 16 de junio de 2016. Se centra en la fundación de una nueva compañía de entretenimiento por parte de un antiguo director de una compañía que probando suerte intenta formar una banda que crea más de algún problema, mientras trabaja en recuperar su reputación en la industria musical.
Es protagonizada por Ji Sung famoso anteriormente por su papel un año antes en Kill Me, Heal Me, que en esta serie toma el papel principal del director de la nueva compañía, junto a Lee Hyeri quien es integrante de la banda Girl's Day, el baterista de CNBLUE Kang Min Hyun y Chae Jung Ahn. Es dirigida por Hong Sung Chang (You're Beautiful) y Lee Kwang Yong (Puck!).

## Argumento
Shin Seok Ho (Ji Sung) es un exitoso director que trabaja para KTOP Entertainment, una famosa empresa de entretenimiento. Después de que decidió independizarse y probar suerte con su propia compañía pasó por muchos momentos difíciles, hasta que encontró un cantante con talento, un estudiante de secundaria llamado Jo Ha Neul (Kang Min Hyuk) y prometió convertirlo en un famoso músico. Sin embargo Jo Ha Neul es acusado de abuso sexual, aunque demuestra ser inocente. Seok Ho inicia un nuevo viaje con el grupo de Ha Neul formando la banda Entertainer Band, con sus amigos leales y Jung Keu Rin (Lee Hyeri), la hermana mayor de Ha Neul.

## Reparto

### Personajes principales
- Ji Sung como Shin Seok Ho.[6]
- Lee Hye Ri como Jung Keu Rin.[6]
- Kang Min Hyuk como Jo Ha Neul.
- Chae Jung Ahn como Yeo Min Joo.

### Personajes secundarios
Gente de KTOP
- Jun Noh Min como Lee Joon Suk.
- Heo Joon Suk como Kim Joo Han.

Relacionados con Suk Ho
- Jung Man-sik como Jang Man-shik, es un compositor de canciones.
- Ahn Nae-sang como el director Byung Sa-jang.

Gente de la banda
- Gong Myung como Kail.
- Lee Tae-sun como Na Yeon Soo.
- L.Joe como Seo Jae Hoon.[7][8]

### Otros personajes
- Cho Yeon Ho.
- Yoon Seo.
- Yoon Ji Sang.
- Jung Kyu Soo.
- Sung Byung Sook.
- Kim Byung Choon.
- Kim Kyung Ryong.
- Sung Chan Ho.
- Cho Jae Ryong.
- Ahn Hyo Sup.
- Lee Seung Hyub.
- Kim Ji-eun como una estudiante.
- Jo Eun-ji como un administradora (ep. 10).
- Lee Jin-hee como una ajumma.

## Recepción

### Audiencia
En azul la audiencia más baja y en rojo la más alta, correspondientes a las empresas medidoras TNms y AGB Nielsen.
| Ep. #    | Fecha de estreno    | Share        | Share        | Share       | Share       |
| Ep. #    | Fecha de estreno    | TNmS Ratings | TNmS Ratings | AGB Nielsen | AGB Nielsen |
| Ep. #    | Fecha de estreno    | Nacional     | Seúl         | Nacional    | Seúl        |
| -------- | ------------------- | ------------ | ------------ | ----------- | ----------- |
| 1        | 20 de abril de 2016 | 5.2 %        | 6.8 %        | 6.2 %       | 7.2 %       |
| 2        | 21 de abril de 2016 | 6.6 %        | 7.7 %        | 6.6 %       | 7.6 %       |
| 3        | 27 de abril de 2016 | 5.5 %        | 7.2 %        | 7.2 %       | 8.5 %       |
| 4        | 28 de abril de 2016 | 7.6 %        | 9.6 %        | 8.3 %       | 9.3 %       |
| 5        | 4 de mayo de 2016   | 5.6 %        | 7.7 %        | 7.4 %       | 8.8 %       |
| 6        | 5 de mayo de 2016   | 8.2 %        | 10.8 %       | 8.7 %       | 10.2 %      |
| 7        | 11 de mayo de 2016  | 6.4 %        | 8.6 %        | 7.8 %       | 9.3 %       |
| 8        | 12 de mayo de 2016  | 7.0 %        | 8.3 %        | 8.6 %       | 10.3 %      |
| 9        | 18 de mayo de 2016  | 7.0 %        | 8.8 %        | 7.8 %       | 8.8 %       |
| 10       | 19 de mayo de 2016  | 6.8 %        | 7.4 %        | 7.7 %       | 8.8 %       |
| 11       | 25 de mayo de 2016  | 5.7 %        | 7.3 %        | 7.5 %       | 8.7 %       |
| 12       | 26 de mayo de 2016  | 7.1 %        | 8.5 %        | 8.6 %       | 9.9 %       |
| 13       | 1 de junio de 2016  | 5.9 %        | 7.8 %        | 8.4 %       | 10.0 %      |
| 14       | 2 de junio de 2016  | 6.8 %        | 7.9 %        | 8.1 %       | 10.0 %      |
| 15       | 8 de junio de 2016  | 5.2 %        | 6.7 %        | 7.2 %       | 8.7 %       |
| 16       | 9 de junio de 2016  | 7.1 %        | 8.8 %        | 7.9 %       | 8.8 %       |
| 17       | 15 de junio de 2016 | 5.2 %        | 6.1 %        | 7.5 %       | 9.0 %       |
| 18       | 16 de junio de 2016 | 6.4 %        | 7.6 %        | 7.8 %       | 8.9 %       |
| Promedio | Promedio            | 6.41 %       | 7.98 %       | 7.74 %      | 9.04 %      |

## Emisión internacional
- Birmania: 5 Plus (2017).
- Estados Unidos: KSCI-TV (2016).[11]
- Hong Kong: TVB Korean Drama (2016).
- Malasia: Sony One (2016).[12]